# Emil Roesle

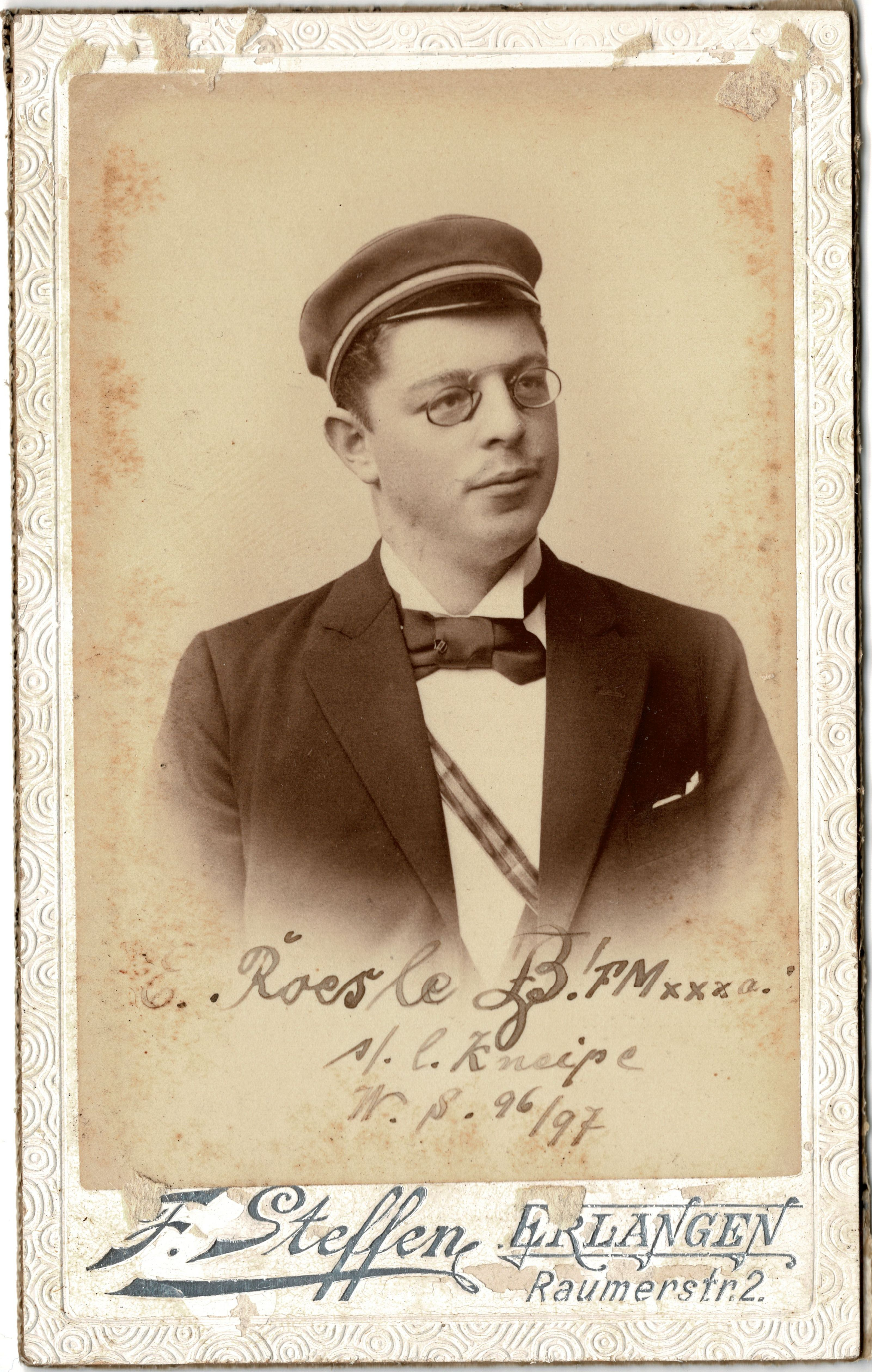
Emil Roesle (1897)

Emil Roesle (* 27. Januar 1875 in Augsburg; † 15. August 1962 in Berlin-Nikolassee) war ein deutscher Mediziner, Genealoge und Statistiker. Er verkörperte in Deutschland jahrzehntelang „die Synthese amtlicher und wissenschaftlicher Medizinalstatistik“.

## Leben
Als Sohn eines Fabrikbesitzers besuchte Roesle das Jean-Paul-Gymnasium Hof. Nach dem Abitur studierte er ab dem 2. Mai 1896 an der Friedrich-Alexander-Universität Erlangen Medizin. Am 13. Juli 1896 wurde er im Corps Baruthia recipiert. Er wechselte an die Albert-Ludwigs-Universität Freiburg und die Universität Leipzig. Am 6. Dezember 1897 wurde er auch im Corps Saxonia Leipzig aktiv. Noch eine Zeitlang an der Friedrich-Wilhelms-Universität zu Berlin, wurde er 1901 in Leipzig zum Dr. med. promoviert. 1903 ging er als Assistent in die Erlanger Pathologie. Danach war er Arzt in Dresden. 1914 kam er als Regierungsrat an das Reichsgesundheitsministerium in Berlin. 1921 wurde er Dozent für medizinische Statistik an der Akademie für soziale Medizin in Berlin-Charlottenburg. 1924 zum Oberregierungsrat ernannt, trat er 1933 mit 58 Jahren in den Ruhestand.

## Ämter
- Vorsitzender der Gruppe Statistik der Internationalen Hygieneausstellung in Dresden (1911)
- Redakteur vom Archiv für soziale Hygiene und Demographie (1913)
- Ständiges Mitglied im Beirat beim Preußischen Ministerium für Volkswohlfahrt
- Mitarbeiter am internationalen Health Yearbook, Genf
- Ständiges Mitglied der ordentlichen Statistischen Kommission der Hygiene-Sektion des Völkerbundes (1927)
- Ehrenmitglied der American Statistical Association
- Ausschussmitglied der deutschen Zentralkommission für Krebsforschung

## Werke

### Statistik
- Statistische Übersichten der Bevölkerungs- u. Medizinalstatistik. 1, Die natürliche Bewegung der Bevölkerung der europäischen Staaten seit Beginn des XIX. Jahrhunderts. Volkswohlfahrt, Berlin 1908.
- Statistische Übersichten der Bevölkerungs- u. Medizinalstatistik. 2, Die natürliche Bewegung der Bevölkerung in den deutschen Großstädten seit dem Jahr 1870/71. Volkswohlfahrt, Berlin 1908.
- Essai d'une statistique comparative de la morbidité devant servir à établir les listes spéciales des causes de morbidité. Völkerbund, Genf 1928.
- mit Alfred Wolff-Eisner: Die Verbreitung und Behandlung der Tuberkulose in überseeischen Ländern. Beihefte zum Archiv für Schiffs- und Tropenhygiene, Pathologie und Therapie exotischer Krankheiten, 33,2 (1929).

### Genealogie
- Die Geschichte des Ansbacher-schwäbischen Geschlechts Bürger vom 16. bis 18. Jahrhundert. Ein Beitrag zur Erforschung der Geschlechter Bürger und zur deutschen Familienforschung. Berlin-Nikolassee 1929.
- Die gemeinsamen verwandtschaftlichen Beziehungen der fränkischen Gelehrtenfamilien Geret, Geßner und Hamberger mit der Familie Hußwedel. Spindler 1931.